# C. West Churchman
Charles West Churchman (* 29. August 1913 in Philadelphia; † 21. März 2004 in Bolinas, Kalifornien) war ein US-amerikanischer Philosoph und Systemwissenschaftler.
Churchman studierte Philosophie an der University of Pennsylvania, wo er 1938 mit dem Doktorat abschloss. Von 1958 bis 1996 war er Professor an der University of California, Berkeley. Er erhielt drei Ehrendoktorate: im Jahr 1974 von der Washington University in St. Louis, 1984 von der Universität Lund, und 1986 von der Universität Umeå.
Zusammen mit seinem ehemaligen Doktoranden Russell Ackoff und Leonard Arnoff verfasste er am Case Institute of Technology eines der ersten Lehrbücher über Operations Research (Introduction to Operations Research, 1957).
C. West Churchman und seine Frau Gloria hatten einen Sohn.